# Haarlemmerliede

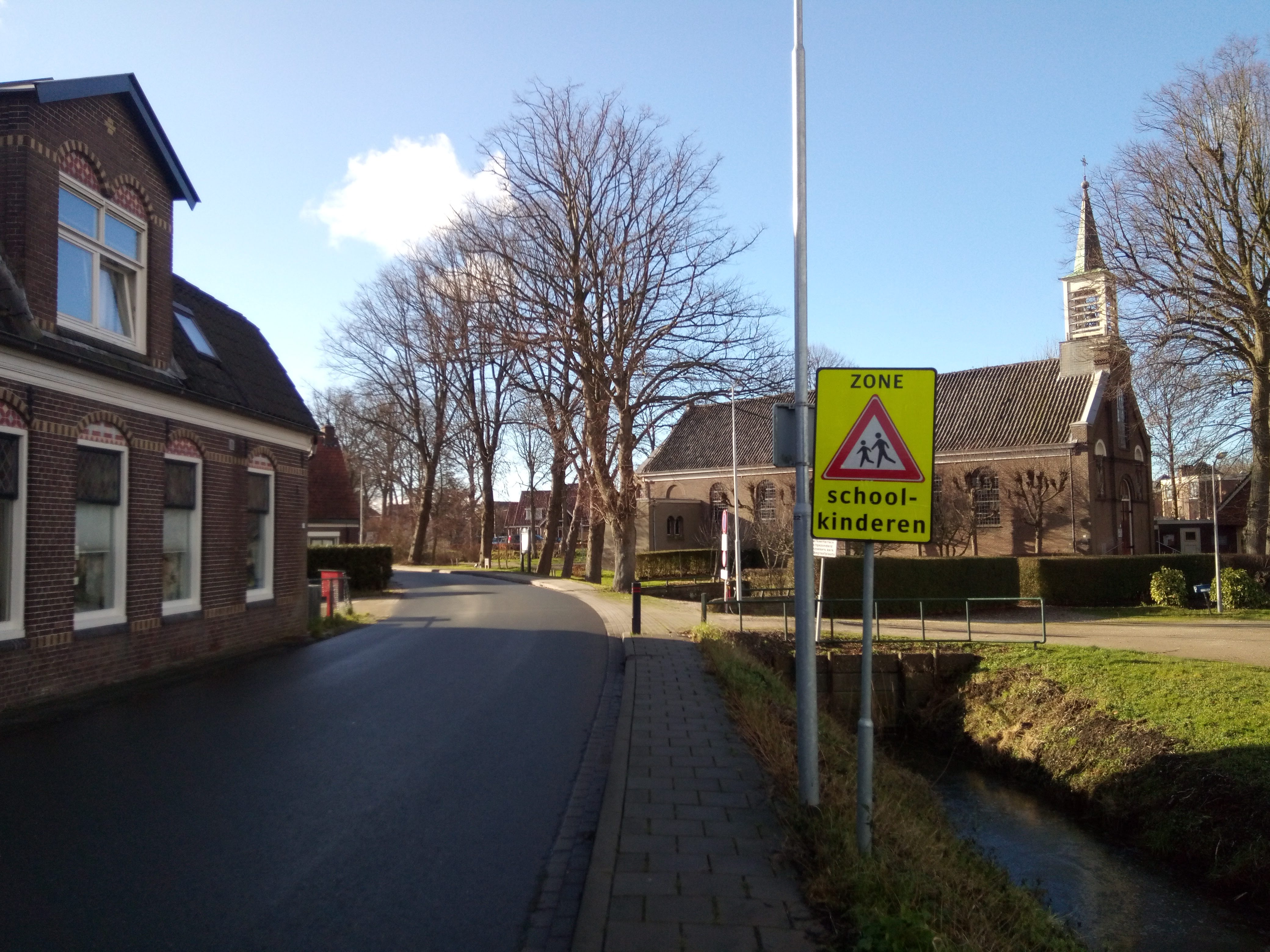
Piazza del villaggio di Haarlemmerliede.

Haarlemmerliede è un piccolo villaggio nella provincia olandese dell'Olanda Settentrionale. Fa parte del comune di Haarlemmermeer e si trova a circa 4 km a est di Haarlem.
Haarlemmerliede fu un comune separato tra il 1817 e il 1857, quando si fuse con Spaarnwoude. Il risultante comune di Haarlemmerliede en Spaarnwoude è stato successivamente fuso con Haarlemmermeer, nel 2019.
L'area statistica "Haarlemmerliede", che può comprendere anche la campagna circostante, ha una popolazione di circa 300 persone.

## Nati ad Haarlemmerliede
- Barend Biesheuvel (5 aprile 1920 - 29 aprile 2001), primo ministro dei Paesi Bassi (1971-1973)
- Cornélie Huygens (1848 - 1902), scrittrice, politica socialdemocratica e femminista, nata a Haarlemmerliede.